# Mézy-Moulins
Mézy-Moulins é uma comuna francesa na região administrativa de Altos da França, no departamento de Aisne. Estende-se por uma área de 4,48 km². Em 2010 a comuna tinha 525 habitantes (densidade: 117,2 hab./km²).